# Winston Graham
Ufficiale Winston Graham, all'anagrafe Winston Mawdsley Graham (Manchester, 30 giugno 1908 – Londra, 10 luglio 2003), è stato uno scrittore inglese noto per essere stato autore della serie Poldark e del romanzo Marnie portato sul grande schermo da Alfred Hitchcock nel film omonimo del 1964.

## Biografia
Graham nasce nella residenza dei genitori, a Manchester, alle 8 del mattino del 30 giugno 1908. Il padre Albert, un importatore di tè, aveva in mente di farlo studiare alla Manchester Grammar School ma quando il bambino contrasse la polmonite fu costretto a iscriverlo a una scuola diurna locale. 
Nel 1925, all'età di 17 anni, Graham si trasferì a Perranporth, in Cornovaglia, dove visse per oltre 40 anni. Il padre Albert in seguito a un ictus subì danni cerebrali e dopo poco morì. Alla sua perdita seguirono difficoltà finanziarie che Graham riuscì a superare lavorando nell'editoria. Prima che il suo primo romanzo fosse pubblicato, Graham fu autore di racconti per il Windsor Magazine, un mensile di narrativa, e si unì alla casa editrice War Lock, nota all'epoca per il suo carattere giovanile.
Nel corso della sua vita Graham scrisse decine di romanzi e diventò molto ricco. Negli anni 60 visse per un po' di tempo nella Francia meridionale per poi fare ritorno in Inghilterra, stabilendosi definitivamente nell'East Sussex. Dal 1967 al 1969 è stato il presidente dell'associazione Society of Authors d'Inghilterra. Nel 1968 fu eletto membro della Royal Society of Literature e nel 1983 fu insignito del titolo di Ufficiale dell'Ordine dell'Impero Britannico.
Nel 1926 incontrò una ragazzina di 13 anni di nome Jean Williamson che sposò nel 1939 e che morì nel 1992 all'età di 79 anni. Jean è conosciuta per avere aiutato il marito a creare il personaggio di Demelza nella saga Poldark. Graham
morì a Londra il 10 luglio 2003 all'età di 95 anni. La sua autobiografia, Memoirs of a Private Man, uscì postuma nel mese di settembre dello stesso anno.

## Opere
Le opere di Winston Graham sono state tradotte in 24 lingue. Dopo il successo televisivo della serie britannica Poldark del 2015, la casa editrice Sonzogno ha annunciato la pubblicazione integrale della saga omonima a partire da maggio 2016.

### Romanzi

#### Serie Poldark
1. Ross Poldark, Sonzogno 2016 (Ross Poldark, 1945)
2. Demelza, Sonzogno  2017 (Demelza, 1946)
3. Jeremy Poldark, Sonzogno 2017 (Jeremy Poldark, 1950)
4. Warleggan, Sonzogno 2018 (Warleggan, 1953)
5. La luna nera, Sonzogno 2018 (The Black Moon, 1973)
6. I quattro cigni, Sonzogno 2019 (The Four Swans, 1976)
7. La furia della marea, Sonzogno 2019 (The Angry Tide, 1977)
8. Lo straniero venuto dal mare, Sonzogno 2020 (The Stranger from the Sea, 1981)
9. La danza del mulino, Sonzogno 2020 (The Miller's Dance, 1982)
10. La coppa dell'amore, Sonzogno 2021 (The Loving Cup, 1984)
11. Una lama nel cuore, Sonzogno 2021 (The Twisted Sword, 1990)
12. Bella Poldark, 2002

#### Altri romanzi
- The House with the Stained Glass Windows, 1934
- Into the Fog, 1935
- The Riddle of John Rowe, 1935
- Without Motive, 1936
- The Dangerous Pawn, 1937
- The Giant's Chair, 1938
- Keys of Chance, 1939
- Strangers Meeting, 1939
- No Exit, 1940
- Da Milano con terrore, Longanesi 1969 (Night Journey, 1941)
- My Turn Next, 1942
- La tavolozza dell'amore, Cino del Duca 1979 (The Merciless Ladies, 1944)
- La lettera del mistero, Cino del Duca 1982 (The Forgotten Story, 1945)
- Take My Life, 1947
- La volontà non e il destino, Cino del Duca 1970 (Cordelia, 1949)
- Night Without Stars, 1950
- Fortune Is a Woman, 1953
- The Little Walls, 1955
- Lunga giornata di pioggia, Longanesi 1959 (The Sleeping Partner, 1956)
- Greek Fire, 1957
- Mani in alto! Ti amo!, Cino del Duca 1983  (The Tumbled House, 1959)
- Marnie, Casini 1962 (Marnie, 1961)
- The Grove of Eagles, 1963
- Oltre il successo, Club degli editori 1967 (After the Act, 1965)
- Deborah, Longanesi 1968, poi riedito nel 1985 col titolo Dalla simpatia alla passione (The Walking Stick, 1967)
- Piccolo Dio, Club degli editori 1973 (Angel, Pearl and Little God, 1970)
- The Japanese Girl, 1971
- The Spanish Armadas, 1972
- The Green Flash, 1986
- Stephanie, 1992
- Tremor, 1995
- The Ugly Sister, 1998

### Saggistica
- Poldark's Cornwall, 1983
- Memoirs of a Private Man, 2003

## Adattamenti
- Prendi la mia vita (Take my life), regia di Ronald Neame (1947)
- Notte senza stelle  (Night without stars), regia di Anthony Pelissier (1951)
- Indagine pericolosa (Fortune is a woman), regia di Sidney Gilliat (1957)
- Sócio de Alcova, basato sul libro The Sleeping Partner (1962)
- La ragazza con il bastone (The walking stick), regia di Eric Till (1970)
- Marnie, regia di Alfred Hitchcock (1964)
- Poldark – serie televisiva BBC (1975–1977)
- Poldark – serie televisiva BBC (2015–2019)